# Hildegunda de Schönau
Hildegunda de Schönau   (Neuss, març 1170 (Gregorià) - Schönau, 20 d'abril de 1188 (Gregorià)) fou una dona que, fent-se passar per home, va viure com a monjo sota el nom de Josep. És venerada com a santa pels catòlics, tot i que el seu culte no és oficial. No s'ha de confondre amb Santa Hildegunda de Meer (ca. 1130–1178), monja premonstratenca.

## Biografia
Hildegunda era filla d'un cavaller de Neuss (Alemanya) qui, en quedar vidu, va fer un pelegrinatge a Terra Santa amb la seva fill, llavors de dotze anys. Per protegir-la durant el viatge, va vestir-la de nen i l'anomenava Josep. El cavaller morí durant la tornada del viatge; la nena fou encomanada a un altre home, però aquest l'abandonà, robant-li el que tenia, a Tir (Líban). Encara vestida com un noi, va aconseguir de tornar a Alemanya i es va fer servent, sempre fent-se passar per noi, d'un canonge de Colònia (Alemanya).
Amb el canonge, visità Roma per veure el papa i de camí feren estada a Verona. Hi fou falsament acusada de robatori i condemnada a mort, però sotmesa a l'ordalia del ferro roent i passant-la, la deixaren anar; fou presa llavors pels companys dels veritables lladres, que la penjaren i la donaren per morta. Això no obstant, sobrevisqué i tornà a Alemanya. Ingressà a l'abadia cistercenca de Schönau com a novici. Malgrat haver intentat marxar-ne dos o tres cops, per por que el seu sexe real fos descobert, hi visqué la resta de la seva vida, tot i que no professà els vots solemnes.
Hi morí en 1188 i només llavors es descobrí que era una dona. Ella havia explicat la seva vida, sense dir, però, que era dona, al monjo que la instruïa, i poc després de la seva mort, el mateix 1188, l'abat Engelhard del proper monestir d'Ebrach, n'escrigué la biografia. A més, n'hi ha una vida en vers posterior

## Veneració
El seu culte, popular i estès a la regió, no fou confirmat oficialment. La seva història és real i n'hi ha proves de l'existència, tot i la seva similitud amb casos similars, sobretot de sants orientals com Pelàgia d'Antioquia, Eufrosina d'Alexandria o Marina el Monjo.